# Купало
Купа́ло, Купа́йло — слов'янський міфологічний персонаж, пов'язаний зі святкуванням літнього сонцестояння — дня Купали (згодом суміщеного з християнським святом Різдва Іоанна Предтечі — Івана Купала). Згадується в купальських обрядових піснях і зображається переважно як опудало, яке спалюється наприкінці святкування Івана Купала.

## Етимологія
На Русі найраніші письмові згадки назви «Купала» датуються XIII ст. (у формі «Купалія») та XIV ст. (у множині — «Купали»). Пізніше трапляються назви Купала і Купало; назва свята «Івана-Купала»; назва ляльки Купало або Купайло, що використовується під час обрядів на це свято. Купалою називається також дівчина, котра роздає квіти під час ворожіння в день Івана Купала.
Існує декілька версій походження імені Купало:
- через стосунок до ритуального купання в річці, першого в році[2];
- від індоєвропейського кореня *kų̄p — «горіти, кипіти»[3];
- як похідне від «купа» — зібрання чого-небудь[4];
- від слов'янізованого імені Іоанна Хрестителя (βαπτιστής, «баптістіс» — «купатель, занурювач»)[5].

## Образ і функції
В купальських обрядах Купало зображається поставленою вертикально гілкою (див. також весільне гільце) чи опудалом, зробленим із трав, соломи, зрідка лялькою з жовтої глини. Опудало ставиться на палицю так, щоб торкатися землі. На відміну від Марени, Купало має менше прикрас, його вирізняє наявність намиста чи чоловічого одягу.
Функціонально Купало багато в чому аналогічний Ярилу, стосуючись життєвих сил природи, але купальські обряди виключно літні. На думку багатьох дослідників, Купало не був богом, натомість слугував сезонним персонажем, так само як Ярило, Лада, Полель, Позвізд, або суто назвою ритуальнної ляльки. В сучасних працях та рідновірстві іноді описується як бог літнього сонця.

## Культ Купала

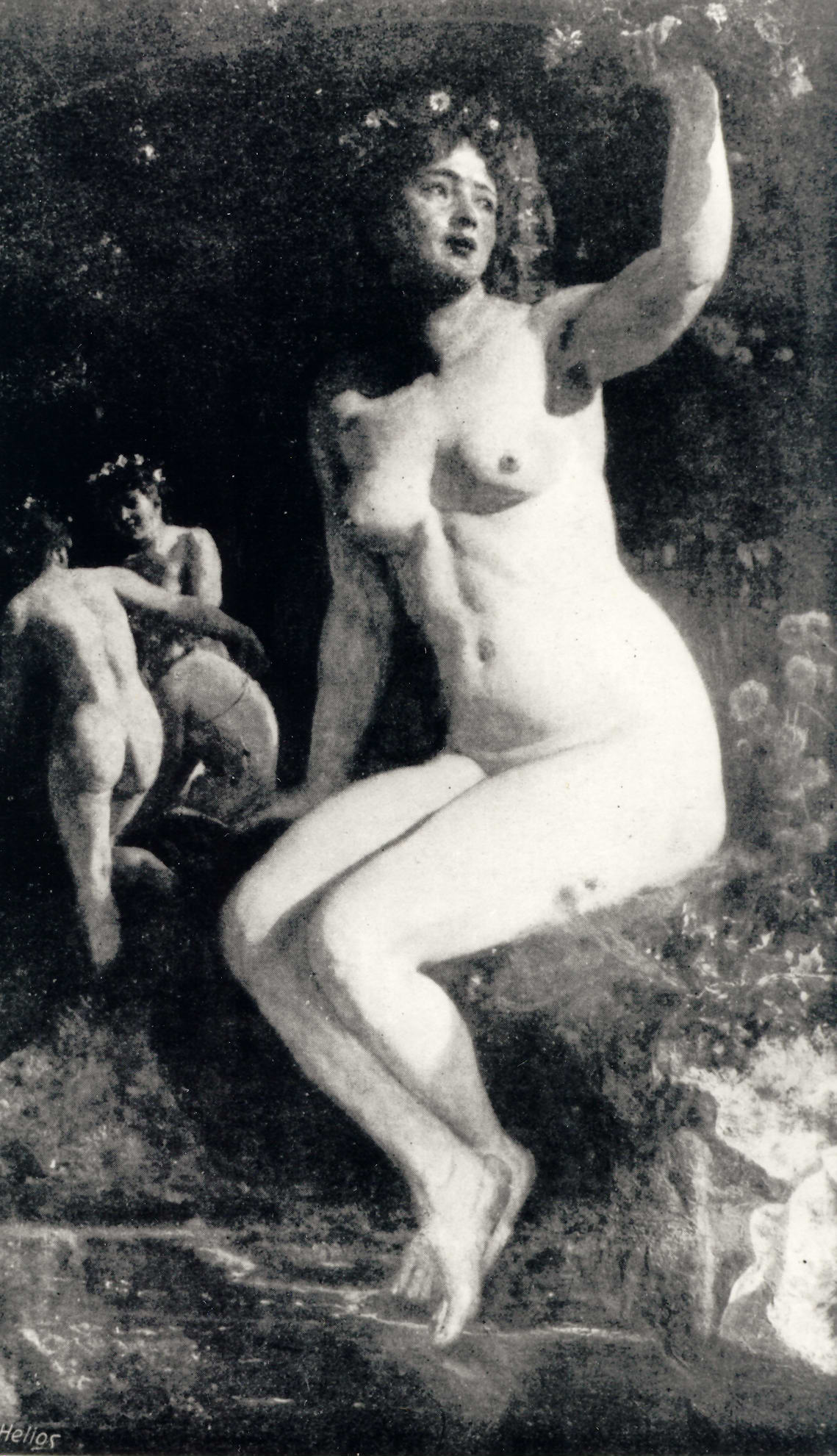
Купала (як роль дівчини в купальських обрядах). — В. Ґерсон, 1897.

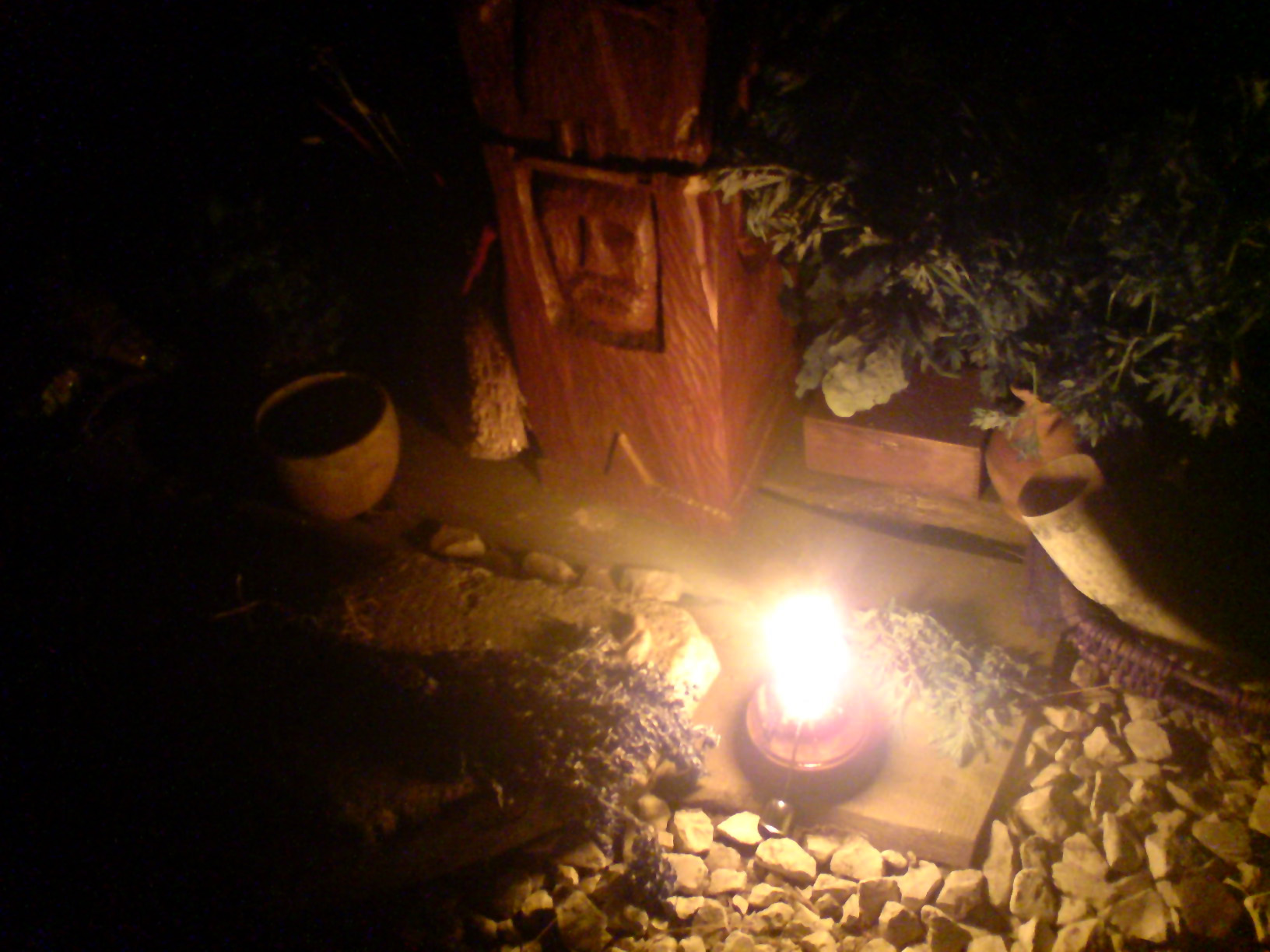
Ніч Купала у неоязичницькому Храмі Мазовецькому, Польща, Польська церква рідновірів, Noc Kupały (2009)

Під час святкування Івана Купала власне Купало зображається гілкою, опудалом чи лялькою. Його виготовляють дівчата разом з опудалом Марени. Прикрашають Купала спільно дівчата та хлопці, співаючи. Подекуди роль Купали виконувала дитина. Спершу дівчата водять хоровод навколо Купала; жінки та чоловіки не беруть участі. Наприкінці святкування хлопці обривають із Купала вінки та розкладають вогнище, а дівчата топлять Марену в річці.
День літнього сонцестояння — купало (купальє), ще з язичницької доби слугував також орієнтиром у році.

## Згадки у давніх писемних джерелах

### У Густинському літописі
Густинський Літопис XVII століття розповідає:

| Купало бяше бог обилія, якоже у Еллін Церез, єму же безумниї за обиліє благадареніє приношаху в то время, єгда імяша настати жатва. Сему Купалу, бісу єще і донині по нікоїх странах безумниї пам'ять совершають, наченше іюня 23 дня, в навечеріє Рож-ства Іоанна Предтечі, даже до жатви і даліє сицевим образом: с вечера собираються простая чадь обоєго пола, і соплетають собі вінци із ядомого зілля, іли коренія, і, препоясавшеся биліем, возгнетають огнь, інде же поставляють зеленую віть і, ємшеся за руці, около обращаються окрест оного огня, по-юще свої пісні, преплетающе Купалом. Потом чрез оний огнь прескакують, оному бісу жертву себі приносяще. |

### У Синопсису Київському
У Синопсису Київському XVII століття:

| П’ятий ідол — Купало, якого вважають богом плодів земних, і йому спокушені дияволом подяки й жертви на початку жнив приносили. Того ж Купала, бога, чи істинніше, біса й до сьогодні в деяких місцевостях Рóссійських пам’ять тримається, найбільше ж — у надвечір’я Різдва святого Іоанна Хрестителя. Зібравшись увечері, молодь чоловічої, дівочої та жіночої статі плете собі вінки із певного зілля, і одягає на голову, і опоясується ним. Ще ж на тому бісівському ігрищі розкладають вогонь, і навколо нього, взявшись за руки, нечестиво ходять і скачуть, пісні співають, гидкого Купали [ім’я] часто повторюючи, і через вогонь перескакуючи, самих себе тому ж бісу Купалі в жертву приносять. І інших дійств диявольських багато на [тих] мерзенних зібраннях творять, про які й писати недобре. Крім цього святого Іоанна Хрестителя свята, й на свято святих верховних Апостолів Петра і Павла, диявол свої сіті напинає через гойдалки, на яких гойдаючись, випадає [декому], раптом упавши на землю, убитися, і негідно, без покаяння, душу свою втратити. Тому і гойдалок, як сіті диявольської, берегтися належить кожній християнській людині, аби не впасти й не зав’язнути в ній. |

### У посланні ігумена псковського Елеазара
У посланні ігумена псковського Елеазара монастиря Панфіла московським намісника в Пскові князю Дмитру Володимировичу Ростовському (згідно з Псковським літописом, 1505) говориться про те, що в переддень Різдва Іоанна Предтечі «чаровницы» — чоловіки і жінки по лугах, болотах, лісах, полях шукають нібито якісь смертні трави «на паубу человеком и скотом», «тут же и дивиа корение копают на потворение мужем своим: и сиа вся творят действом дьяволим в день Предтечев с приговоры сотанинскими».
А в саме свято Іоанна Предтечі, що збігається із днем літнього сонцевороту:

| …во святую ту нощь мало не весь град возмятется, и в селех возбесятца в бубны, и в сопели, и гудением струнным, и всякими неподобными игры сотонинскими, плесканием и плесанием, женам же и девам и главам киванием, и устнами их неприязнен клич, вся скверные бесовские песни, и хрептом их вихляниа, и ногам их скакание и таптаниа; ту же есть мужем и отроком великое падение, ту же есть на женское и девичье шатание блудное им воззрение, такоже есть и женам мужатым осквернение и девам растлениа. Что же бысть во градех и селех в годину ту — сотона красуется кумирское празднование, радость и веселие сотонинское, в нём же есть ликование… яко в поругание и в бесчестие Рожеству Предтечеву и в посмех и в коризну дни его, не вещущим истины, яко сущии идолослужителие бесовскии праздник сеи празноють… |
| Сице бо на всяко лето кумиром служебным обычаем сотона призывает и тому, яко жертва приноситца всяка скверна и беззаконие, богомерское приношение; яко день рожества Предотечи великого празнуют, но своим древним обычаем |

### У повчанні «Про ідолів Володимирових»
У повчанні «Про ідолів Володимирових» — «бог плодов земных».

## Трактування образу
Російський філолог Володимир Топоров вважав, що Купало та Ярило мають спільне походження, але розвинулися в різних персонажів: Ярило стосується весняної обрядовості, а Купало літньої. Разом з В'ячеславом Топоровим він пропонував, що Купало в давнину уявлявся братом Мари (Марени). В балтійських народів існує аналогічна пара Йонітс і Мора.
На думку польського історика Александра Ґейштора, так само як російської дослідниці Наталії Велецької та українського фольклориста Віктора Давидюка, персонаж Купало походить від обрядової ляльки, що замінила людські жертвопринесення з метою забезпечити гарний врожай.